# Грибанов, Николай Васильевич
Николай Васильевич Грибанов (1925—1944) — младший сержант Рабоче-крестьянской Красной Армии, участник Великой Отечественной войны, Герой Советского Союза (1945).

## Биография
Николай Грибанов родился 17 января 1925 года в селе Брыковка (ныне — Духовницкий район Саратовской области) в семье служащего. Окончил школу-семилетку и школу фабрично-заводского ученичества. Работал матросом на пароходе «Нарым» Волжского объединённого речного пароходства. В июне 1944 года Грибанов был призван на службу в Рабоче-крестьянскую Красную Армию. С августа того же года — на фронтах Великой Отечественной войны. Участвовал в освобождении Литовской и Латвийской ССР. К октябрю 1944 года младший сержант Николай Грибанов командовал отделением 423-го стрелкового полка 166-й стрелковой дивизии 1-го Прибалтийского фронта.
14 октября 1944 года Грибанов ворвался в деревню Горки и лично уничтожил 5 солдат противника, а также взял в плен вражеского офицера. 16 октября отделение Грибанова ворвалось в первую немецкую траншею и выбило оттуда противника, однако дальнейшее наступление застопорилось из-за вражеского пулемёта. Грибанов закрыл его своим телом, заставив замолчать, но погибнув при этом. Воспользовавшись этим, рота овладела важным рубежом. Грибанов был похоронен на воинском кладбище в посёлке Вайнёде Лиепайского района Латвии.
Указом Президиума Верховного Совета СССР от 24 марта 1945 года младший сержант Николай Грибанов посмертно был удостоен высокого звания Героя Советского Союза. Также был награждён орденами Ленина и Славы 3-й степени.

## Память
На месте гибели Героя Советского Союза младшего сержанта Грибанова Н. В. (около х. Гарни Вайнёдской волости Южно-Курземского края Латвии) установлен мемориальный камень с надписью «1925 — 1944. Здесь, повторяя подвиг А. Матросова, погиб Герой Советского Союза Николай Васильевич Грибанов».
В честь Грибанова названы супертраулер, теплоход, улица в посёлке Духовницкое, ПТУ № 6 в Балаково и улица в Советском районе города-героя Волгоград. В г. Балаково имя Грибанова носила школа № 14.